# Občina Muta
Občina Muta je jednou z 212 občin ve Slovinsku. Nachází se na severu státu v Korutanském regionu na území historického území Korutany. Občinu tvoří celkem 6 sídel, její celková rozloha je 38,8 km² a k 1. lednu 2017 zde žilo 3 389 obyvatel. Správním střediskem občiny je vesnice Muta.

## Geografie
Převážná část území občiny je hornatá, porostlá lesy. Nejvyšším bodem je Kozji vrh (1383 m n. m.) na severozápadě občiny. Od severu k jihu, zhruba středem území, protéká říčka Mučka Bistrica, která se v sídle Muta vlévá zleva do Drávy. Tato řeka také tvoří jižní hranici občiny a je na ní umístěná vodní elektrárna Vuzenica. Při řece je nadmořská výška území zhruba od 325 m až do 335 m.

## Doprava
Při jižním okraji občiny prochází od západu k východu silnice první třídy č. 1, spojující město Dravograd s Mariborem, druhým největším městem Slovinska. Od silnice č. 1 směrem na sever směřují silnice místního významu. Občinou Muta neprochází žádná železnice.

## Členění občiny
Občina se skládá z těchto sídel: Gortina, Mlake, Muta, Pernice, Sveti Jernej nad Muto, Sveti Primož nad Muto.

## Sousední občiny
Sousední občinami jsou: Radlje ob Dravi na východě, Vuzenica na jihu a Dravograd na západě. Na severu, v horském terénu, sousedí s Rakouskem.